# Selo (Moravske Toplice)
Selo (ungarisch Nagytótlak, deutsch Laak bei Sankt Nikolai) ist ein Dorf in der Gemeinde Moravske Toplice (deutsch: Morauch) in Slowenien. Es besteht aus den Ortsteilen Bétlehem, Dolóvje, Gábrnik, Kócetke, Lípajge, Mákotrov Breg, Pesérje, Püsnovi, Vrej und Vršič. 2015 lebten hier 259 Einwohner.

## Name
Im Mittelalter wurde der Ort nach der Kirche benannt, Lakszentmiklós oder auch kurz Lak. Ab dem 18. Jahrhundert setzte sich die Bezeichnung Tót-lak durch, aus der der offizielle ungarische Name Nagytótlak wurde („Groß-Tótlag“). Die deutsche Bezeichnung des Dorfes ist Laak bei Sankt Nikolai. Auf prekmurisch heißt der Ort Selanci. Ab 1918 hieß der Ort Selo v Prekmurju. Er wurde 1952 in Selo geändert. Daneben ist auch die Bezeichnung Selo na Goričkem geläufig.

## Lage
Das Dorf liegt an der Nationalstraße 725 zwischen den Ortsteilen Fokovci und Prosenjakovci im Tal des Baches Kobiljan (slowenisch Kobiljanski potok). Zur ungarischen Grenze sind es nur fünf Kilometer, zum administrativen Zentrum Moravske Toplice zehn Kilometer. Das ganze Tal gehört zu der Landschaft Goričko.

## Geschichte
Die Gegend des Goričko war schon zur Römerzeit mit Siedlungen durchzogen. Davon zeugen die Reste römischer Grabhügel um Selo sowie die Spuren der Römerstraße nach Savaria (Szombathely). Das Dorf selbst wurde erstmals 1365 als Laak in districtu seu valle Lak Sancti Nicolai in einer Urkunde des ungarischen Königs Ludwig des Großen erwähnt. Dieser schenkte den Ort an Peter Széchy, dem Sohn von Nikola Széchy, dem Ban von Dalmatien und Kroatien.
In den Jahren von 1587 bis 1610 wurde die Gegend mehrmals von den Türken geplündert. 1685 starb die Familie Széchy im Mannesstamme aus und das Dorf fiel an die Familien Batthyány und Szapáry.
1851 hatte Tót-lak 326 evangelische und 125 katholische Bewohner. 1896 hatte das Dorf bereits 742 Einwohner, darunter viele Slowenen und eine kleine jüdische Gemeinde. 1910 hatte Tótlak 757 Einwohner, wobei der größere Teil der Bevölkerung Slowenen waren.
Nach dem Ersten Weltkrieg war die Region 1919 Bestandteil der kurzlebigen Murrepublik (slowenisch: Murska republika) und wurde dann Teil des Königreichs der Serben, Kroaten und Slowenen. 1941 bis 1945 war Selo auf Grund der Wiener Schiedssprüche wieder ungarisch. Nach dem Zweiten Weltkrieg erfolgte 1945 die Rückgabe an Jugoslawien.

## Sehenswürdigkeiten

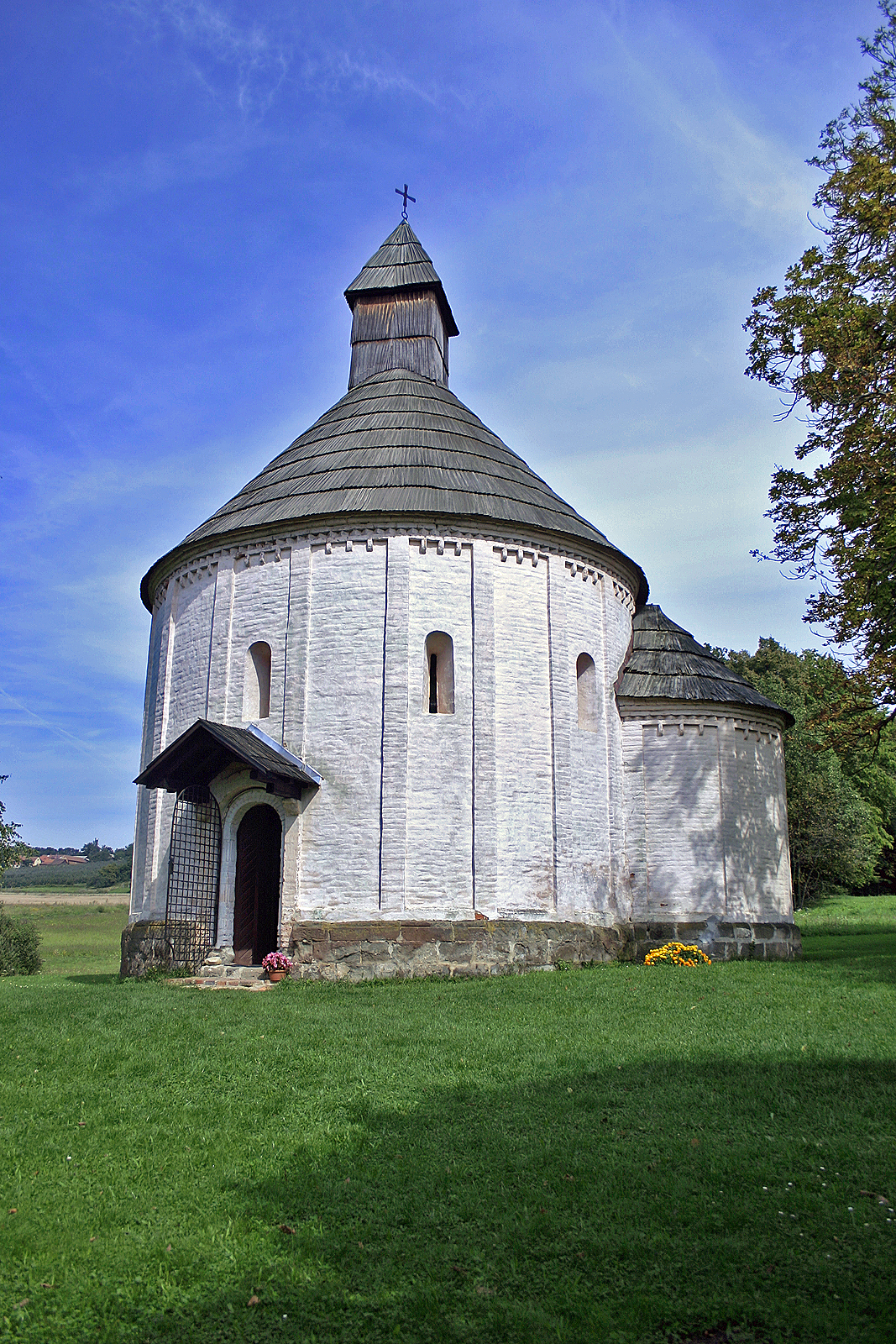
St.-Nikolai-Rotunde

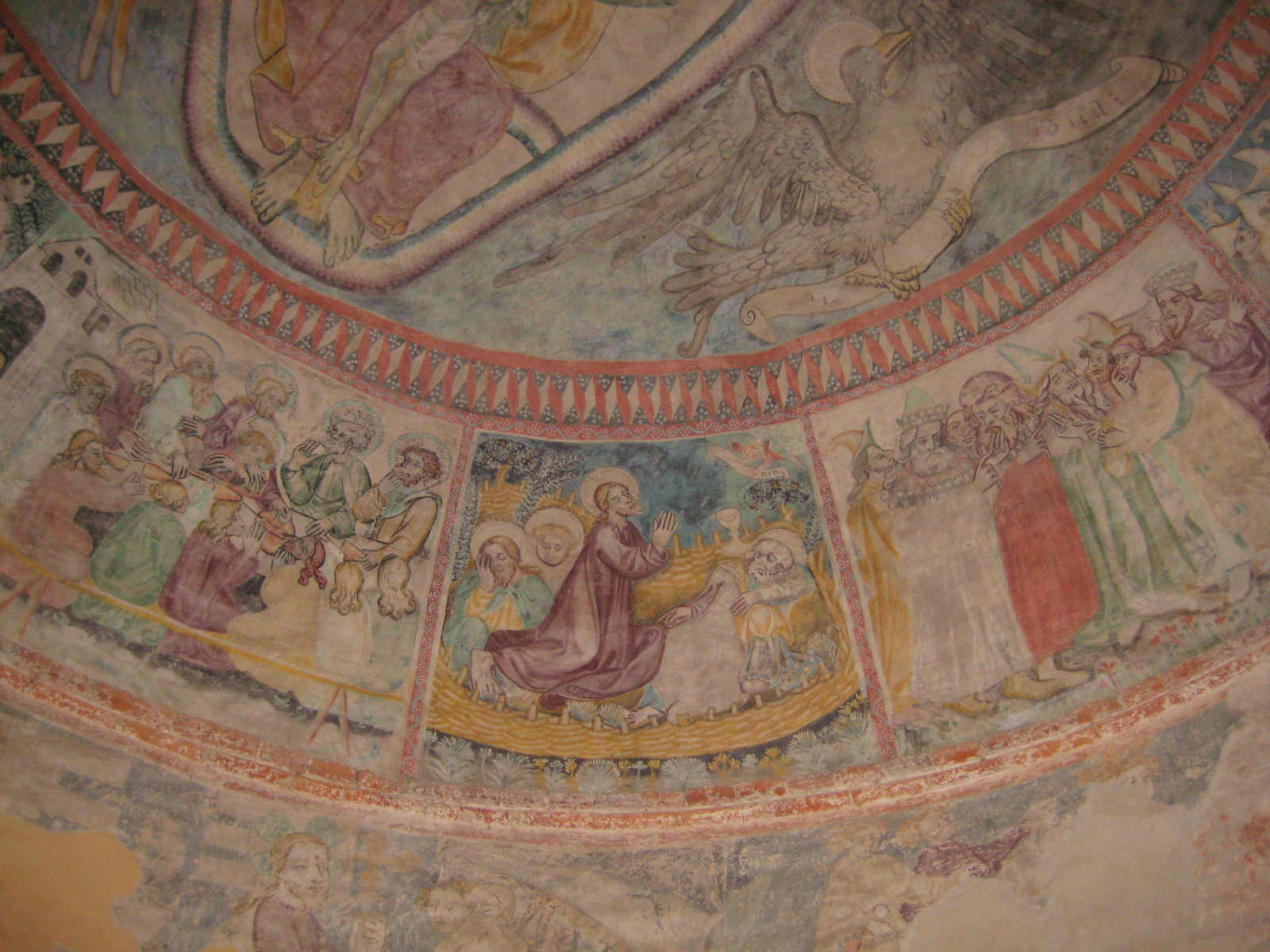
St. Nikolai; Fresken in der Kuppel

### Sankt-Nikolai-Kirche
- Die St.-Nikolai-Rotunde (slowenisch cerkev Sveti Nikolaja) wurde vermutlich Mitte des 13. Jahrhunderts errichtet und ist die berühmteste Rundkirche in Slowenien. Erstmals erwähnt wurde sie 1365 in einer Schenkungsurkunde des ungarischen Königs Ludwig des Großen an Peter Széchy.[9] Der Backsteinbau mit einem konischen Schindeldach und zentral gesetztem kleinen Türmchen wurde seit der Errichtung nicht grundlegend verändert. Der Innenraum ist mit kunsthistorisch bedeuteten Fresken aus dem 14. und 15. Jahrhundert ausgestaltet. Am besten erhalten sind die Fresken in der Kuppel aus dem 15. Jahrhundert. Sie zeigen Jesus Christus umgeben von Sonne und Mond sowie die Symbole der vier Evangelisten. Im Rundbogen darunter befinden sich Szenen aus dem Leiden Christi, in den Nischen sind Heilige abgebildet.

Um 1490 wurde ein spätgotischer Flügelaltar aufgestellt, der aber 1864 in ein Budapester Museum gebracht wurde. Die Kirche wurde 1845/46, 1956 und 1978/79 renoviert. Die Rotunde ist Filialkirche der Pfarrei Sankt Johannes in Moravske Toplice (deutsch: Morauch). Die Kirche ist nationales Kulturerbe Sloweniens.

### Lutherische Kirche Selo
Die evangelisch-lutherische Kirche wurde Ende des 19. Jahrhunderts begonnen und Anfang des 20. Jahrhunderts fertig gestellt. Sie wurde im neoromanischen Stil errichtet. Die 1939 begonnene Restaurierung musst wegen des Krieges abgebrochen werden. Erst 1966 konnte die Renovierung dank Auslandsspenden beendet werden. Die Kirche ist ebenfalls nationales Kulturerbe von Slowenien.

### Weitere Sehenswürdigkeiten
Nördlich und westlich von Selo liegen römische Grabhügel, die archäologisch untersucht wurden. Daneben gibt es Reste einer frühmittelalterlichen befestigten Siedlung, ungefähr 10.000 m² groß, die mit einem Wassergraben geschützt war. Sie wurde erst 1988 entdeckt.